# Etgersleben
Etgersleben ist ein Ortsteil der Gemeinde Börde-Hakel und liegt am nördlichen Rand des Salzlandkreises in Sachsen-Anhalt.

## Geografie

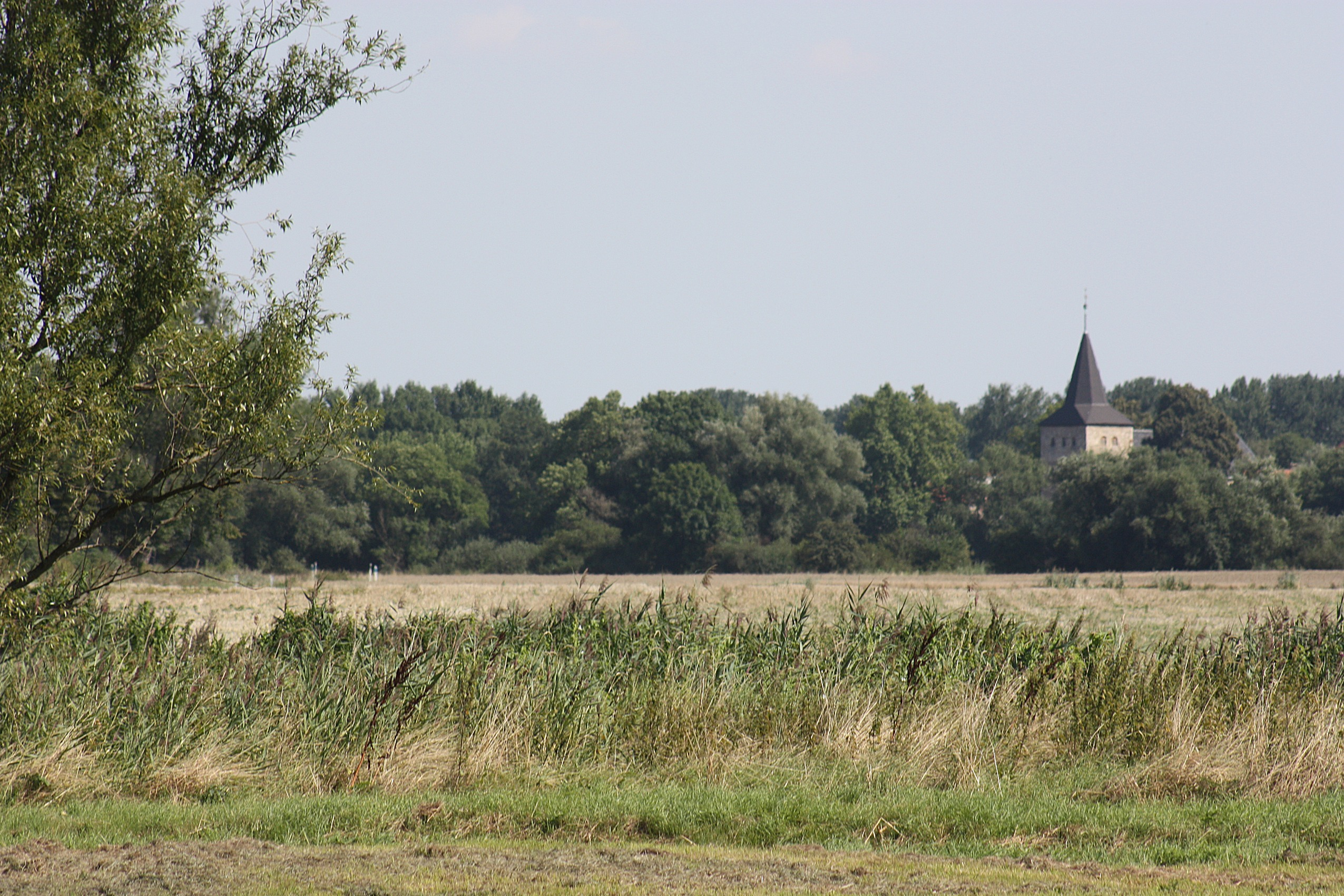
Bodeniederung bei Etgersleben

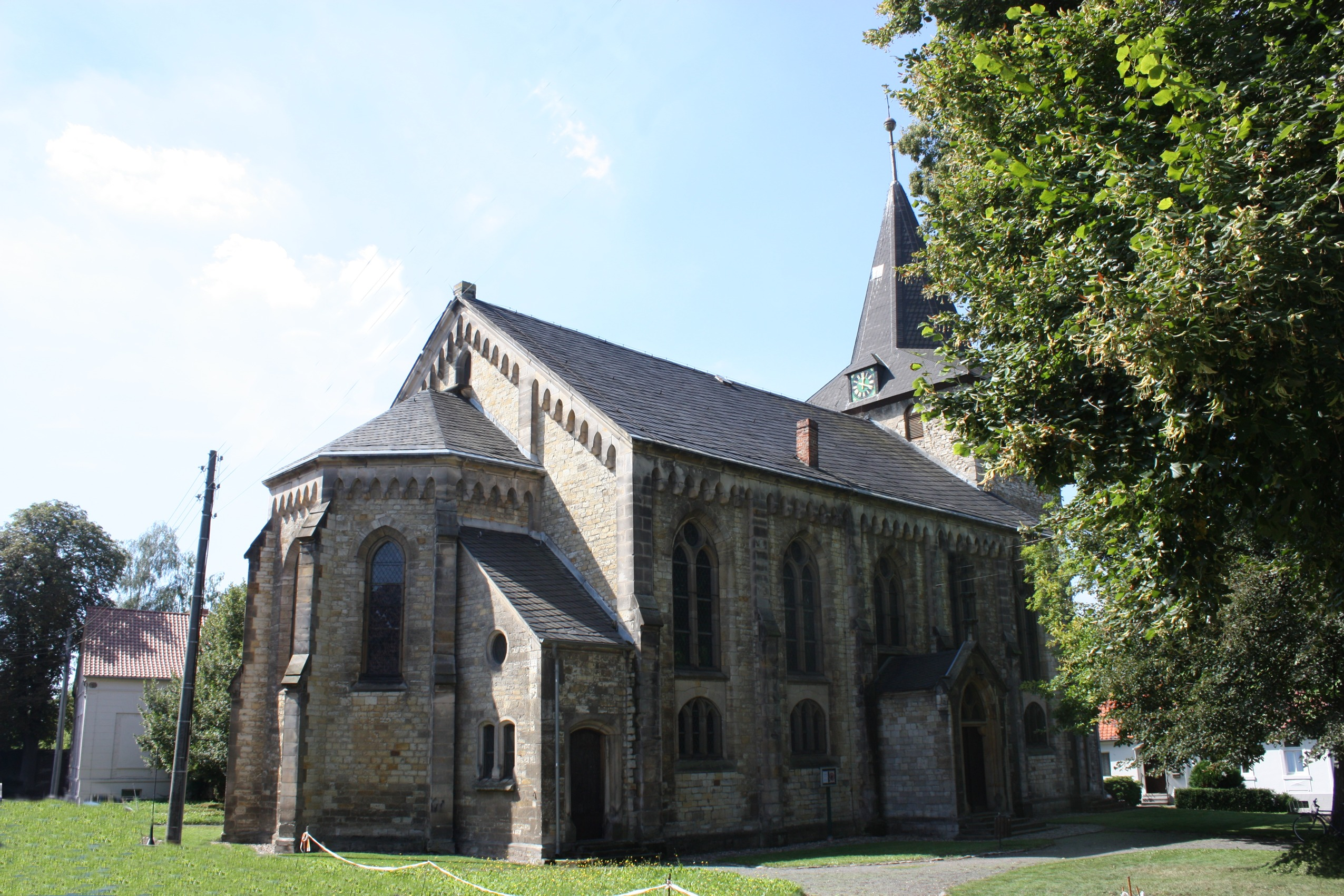
Dorfkirche St. Michael

Der Ort liegt am rechten Ufer der Bode etwa 25 Kilometer südwestlich von Magdeburg.

## Geschichte
Etgersleben wurde erstmals urkundlich im Jahr 1051 erwähnt. 1839 entstand im Ort eine Malzfabrik, die 1898 zur Aktiengesellschaft umgewandelt wurde (heute Ruine). Zu den bedeutendsten Sehenswürdigkeiten des Ortes zählt die evangelische Kirche St. Michael aus dem Jahr 1881.
Am 1. Januar 2010 schlossen sich die Gemeinden Etgersleben, Hakeborn und Westeregeln zur neuen Gemeinde Börde-Hakel zusammen.

## Wappen und Flagge
Blasonierung: „In Blau ein silberner Pelikan mit ausgebreiteten Schwingen auf schwarzem Nest, sich die Brust ritzend und mit seinem Blut seine drei Jungen nährend.“
Das Wappen wurde vom Kommunalheraldiker Jörg Mantzsch nach einem historischen Bildsiegel der Gemeinde gestaltet und ins Genehmigungsverfahren geführt.
Der Pelikan besitzt in der Mythologie wie in der Heraldik eine jahrhundertelange Tradition. Als Symbol für den Opfertod Jesu Christi sind Pelikane auch Teil der christlichen Ikonografie. Nach einer mythologischen Überlieferung soll der Pelikan seine Jungen mit seinem eigenen Blut nähren. Diese Version geht auf die Darstellung des Pelikans im Physiologus, einem frühchristlichen Tierkompendium, zurück, wonach sich der Pelikan mit dem Schnabel die eigene Brust öffnet um seine verhungernden bzw. toten Jungen wieder ins Leben zurückholen. Dies wurde allegorisch in Bezug zum Opfertod Jesu Christi bzw. als Symbol der Nächstenliebe gesetzt, wodurch der Pelikan zu einem in der kirchlichen Heraldik und der gesamten christlichen Kunst häufig verwendeten Motiv wurde.
Die Flagge der ehemaligen Gemeinde zeigt die Farben Silber (Weiß) - Blau mit aufgelegtem Wappen.

## Persönlichkeiten
- Richard Mahrenholtz (1849–1909), Literaturhistoriker und Schriftsteller, geboren in Etgersleben
- Philipp Schaeper (1858–1926), Verwaltungsbeamter, geboren in Etgersleben
- Otto Schnock (1865–1922), Bauunternehmer und Architekt, geboren in Etgersleben
- Manfred Püchel (* 1951), SPD-Politiker, geboren in Etgersleben

## Verkehr
Etgersleben liegt an den ehemaligen Bahnstrecken Staßfurt–Blumenberg und Etgersleben–Förderstedt. Beide Strecken sind stillgelegt und teilweise (Staßfurt–Blumenberg) bzw. komplett (Etgersleben–Förderstedt) abgebaut.